# Psalistopoides
Psalistopoides är ett släkte av spindlar. Psalistopoides ingår i familjen Nemesiidae.
Kladogram enligt Catalogue of Life:
| Psalistopoides | \| \| Psalistopoides emanueli \| \| \| \| \| \| Psalistopoides fulvimanus \| \| \| \| |
|                | \| \| Psalistopoides emanueli \| \| \| \| \| \| Psalistopoides fulvimanus \| \| \| \| |
|                | Psalistopoides emanueli                                                               |
|                |                                                                                       |
|                | Psalistopoides fulvimanus                                                             |
|                |                                                                                       |